# Убийство Льва Троцкого

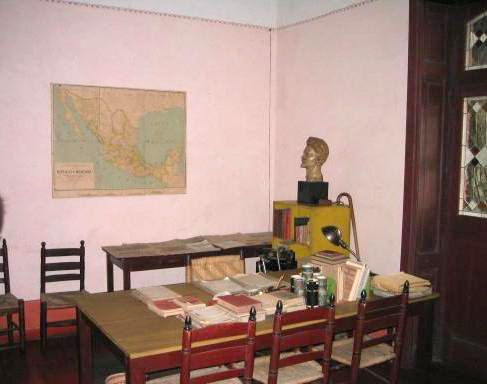
Кабинет Троцкого, где он был смертельно ранен

Лев Давидович Троцкий, российский революционер, бывший нарком РСФСР и СССР, основатель Четвёртого интернационала, в 1917-1925 гг. руководивший Реввоенсоветом, был убит утром 21 августа 1940 года в Мексике. Убийство было совершено агентом НКВД СССР из Испании Рамоном Меркадером, внедрённым в окружение Троцкого под видом его сторонника-троцкиста.
Поздним вечером 20 августа 1940 года Меркадер, будучи дома у 60-летнего Троцкого, нанёс ему тяжёлое ранение в затылок альпинистским ледорубом, от которого Троцкий на следующий день скончался. Дыра в черепе была 7 см в глубину. Меркадер действовал по заданию руководителя СССР Иосифа Сталина, к которому Троцкий находился в оппозиции. Операцией по убийству Троцкого под названием «Утка» руководили сотрудники НКВД Павел Судоплатов и Наум Эйтингон. Спустя 20 лет, в 1960 году Меркадер был заочно награждён орденом Ленина.
За убийство Троцкого Меркадер был приговорён в Мексике к 20 годам тюремного заключения. Отбыв срок, он был освобождён в 1960 году, после чего перебрался жить на Кубу и в СССР, где был также награждён званием Героя Советского Союза.

## Предыстория

### Исключение Троцкого из партии и ссылка
Лев Троцкий, в годы революции и Гражданской войны фактически ставший вторым лицом в государстве, потерпел поражение в острой внутрипартийной борьбе за власть в ВКП(б) в 1920-е. 26 января 1925 года, после долгой борьбы, объединённый пленум ЦК и ЦКК снял его с ключевых постов наркомвоенмора и предреввоенсовета. В октябре 1926 года объединённый пленум ЦК и ЦКК вывел Троцкого из состава Политбюро (оставив его, вместе с тем, в составе ЦК, на пленумах которого он ещё мог появляться).
Наконец, после организации альтернативной «троцкистской» демонстрации 7 ноября 1927 года Троцкий был исключён из ВКП(б). Соответствующее решение ноябрьского объединённого пленума ЦК и ЦКК было подтверждено XV съездом ВКП(б) в декабре. В январе 1928 года Троцкий, так же, как и ряд особо упорствовавших его сторонников, был выслан в Алма-Ату (см. Ссылка Троцкого в Алма-Ате).
Условия ссылки были довольно мягкими; Троцкому никак не ограничивали переписку, он смог вывезти свой огромный личный архив, а в числе жалоб были даже такие, что «ГПУ препятствует выехать на охоту». В ссылке Троцкий развил бурную деятельность по организации оставшихся своих приверженцев. По мнению историка Дмитрия Волкогонова, «в Алма-Ате вокруг него сформировался целый троцкистский штаб». В октябре 1928 года переписка ссыльного с внешним миром была приостановлена. 16 декабря 1928 года представитель ОГПУ Волынский по поручению заседания Политбюро от 26 ноября предъявил Троцкому ультиматум с требованием прекратить оппозиционную деятельность; сам Троцкий, впрочем, оценивал перспективы такого прекращения скептически: бывшие оппозиционеры, которые предпочли «разоружиться перед партией», были не только лишены всякого влияния, но даже полностью лишены слова. 18 января 1929 года Особое совещание при коллегии ОГПУ постановило выслать Троцкого из СССР.

### Турция
Ряд стран, с которыми советское правительство вело переговоры, отказались принимать Троцкого; своё согласие дала только Турция. Сам же Троцкий требовал выслать его в Германию, которая, однако, также отказалась его принять. 
После депортации из Советского Союза в феврале 1929 года Троцкий прибыл в Турцию. Первые два месяца своего пребывания в Турции Троцкий жил со своей женой и старшим сыном в консульстве Советского Союза в Стамбуле (тогда Константинополе), а затем в соседней городской гостинице. В апреле 1929 года Троцкий, его жена и сын были перевезены турецкими властями на остров Бююкада(один из турецких Принцевых островов). На Бююкаде их переселили в дом под названием особняк Янарос, где он активно занялся публицистической деятельностью, написав автобиографическую работу «Моя жизнь», и приступив к фундаментальному труду «История русской революции». Также из Турции он организовал выпуск «Бюллетеня оппозиции», нелегально доставлявшегося в СССР. Во время своего изгнания в Турцию Троцкий находился под наблюдением турецкой полиции Мустафы Кемаль-паши. Троцкий также подвергался риску со стороны многих бывших офицеров Белой армии, живших на Принкипо, офицеров, выступавших против Октябрьской революции и потерпевших поражение от Троцкого и Красной Армии в Гражданской войне в России. Однако европейские сторонники Троцкого вызвались служить телохранителями и обеспечивали его безопасность. В это время он обращался с просьбами о въезде в Бельгию, Францию, Норвегию, Германию и Великобританию, но всеми было отказано во въезде. 20 февраля 1932 года Троцкий и вся его семья лишились советского гражданства, и им был запрещен въезд в Советский Союз. В 1932 году Троцкий въехал через порт в фашистское Королевство Италия по пути на социалистическую конференцию в Данию. К концу 1932 года Троцкий присоединился к заговорщическому политическому блоку с антисталинской оппозицией внутри СССР, в который входили Зиновьев и Каменев. Именно поэтому правительство СССР начало обвинять его и его сторонников в работе на разведки Германии, Италии и Японии, тесно работавшие вместе. Блок просуществовал до 1933, когда был распущен , так как Зиновьев и Каменев опять встали на сторону сталинского марксизма.
На этом этапе Сталин, по всей видимости, ещё не планировал физического устранения Троцкого. Основной его мишенью первоначально стал огромный личный архив, вывезенный Троцким из СССР. За время нахождения у власти Троцкий откладывал в этот архив копии всех проходивших мимо него документов, включая ценнейшие для историков малоизвестные записки Ленина и секретные постановления Политбюро. Все эти материалы оппозиционер мог использовать (и широко использовал) для подготовки антисталинских статей.

### Франция
17 июля 1933 года премьер-министр Эдуар Даладье предложил Троцкому убежище во Франции. Троцкий принял предложение, но ему запретили жить в Париже, и вскоре он оказался под наблюдением французской полиции. С июля 1933 года по февраль 1934 года Троцкий с женой жили в Руане. Философ и активистка Симона Вейль также устроила Троцкого и его телохранителей на несколько дней в доме своих родителей. После кризиса 6 февраля 1934 года во Франции министр внутренних дел Франции Альбер Сарро подписал указ о депортации Троцкого из Франции. Однако не нашлось ни одного иностранного правительства, готового принять Троцкого в своих границах. Соответственно, французские власти поручили Троцкому переехать в резиденцию в крохотной деревушке Барбизон под строгим надзором французской полиции, где Троцкий обнаружил, что его контакты с внешним миром стали еще хуже, чем во время его ссылки в Турции. 
В 1934 году НКВД смог внедрить в окружение сына Троцкого Льва Седова в Париже своего агента Марка Зборовского, через которого была передана в Москву часть архивов Троцкого.
В мае 1935 года, вскоре после того, как французское правительство подписало франко-советский договор о взаимопомощи с правительством Советского Союза, Троцкому официально сказали, что во Франции ему больше не рады. Взвесив все варианты, Троцкий подал заявку на переезд в Норвегию.

### Норвегия
Весной 1935 года Троцкий обратился с просьбой о предоставлении политического убежища к правительству Норвегии, где на выборах победила Рабочая партия, до 1923 года входившая в Коминтерн. Получив разрешение от министра юстиции Трюгве Ли на въезд в страну, Троцкий и его жена стали гостями Конрада Кнудсена, редактора рабочей газеты, и провели в его доме больше года с 18 июня 1935 года по 2 сентября 1936 года, в Вексале, деревне в 50 км от Осло. Троцкий был госпитализирован на несколько недель в ближайшую общественную больницу Осло с 19 сентября 1935 г.
Я с удовольствием подписал соглашение о невмешательстве во внутреннюю жизнь страны и т. д., не имея ни малейшего намерения вмешиваться в норвежскую политику. С первых же моих контактов с вождями Лейбористской партии я почувствовал сильный запах затхлого консерватизма, с такой силой обличаемого в пьесах Ибсена. Верно, что центральный орган партии, Arbeiderbladet, ссылался на Маркса и Ленина, а не на Библию и Лютера, но оставался пронизанным мелкими благонамеренными посредственностями, которые вызывала у Маркса и Ленина такое непобедимое отвращение.

После того, как французские СМИ жаловались на роль Троцкого в поощрении массовых забастовок во Франции в мае и июне 1936 года своими статьями, норвежское правительство во главе с Йоханом Нигаардсволдом начало проявлять беспокойство по поводу действий Троцкого. Летом 1936 года работа Троцкого все больше превращалась в политическую проблему для лейбористского правительства Норвегии перед выборами в Стортинг, местный парламент, из-за давления со стороны оппозиционной фашистской партии Nasjonal Samling, возглавлявшейся Видкуном Квислингом. 5 августа 1936 года дом Кнудсена был ограблен фашистами из Nasjonal Samling, когда Троцкий и его жена отправились в морское путешествие с Кнудсеном и его женой. 
Фашисты прибыли в полночь, предъявили фальшивые полицейские значки и попытались немедленно начать «обыск дома». Дочь наших хозяев нашла это подозрительным, не потеряла присутствия духа и встала с раскинутыми руками перед дверью в мою комнату, заявив, что никого не впустит. Пятеро фашистов, еще не искушенных в подобных вещах, были выведены из себя храбростью молодой девушки. Тем временем ее младший брат поднял тревогу; появились соседи в пижамах. Испуганные захватчики бежали, прихватив с собой несколько бумаг, наугад схваченных с ближайшего столика. На следующий день полиция без труда установила их личности.
Хотя преступники и были пойманы и преданы суду, «доказательства», полученные в результате кражи со взломом, были использованы правительством для предъявления претензий Троцкому. Позже все они были освобождены.
14 августа 1936 года Советское агентство печати ТАСС сообщило о раскрытии «троцкистско-зиновьевского» заговора, их сотрудничестве с гестапо, и скором начале московских процессов над обвиняемыми. Троцкий потребовал полного и открытого расследования обвинений Москвы. Обвиняемые, в том числе Григорий Зиновьев и Лев Каменев, были приговорены к смертной казни и казнены 25 августа 1936 года. 26 августа 1936 года восемь полицейских прибыли в дом Кнудсена и потребовали от Троцкого подписать новые условия проживания в Норвегии. Эти условия включали согласие больше не писать о текущих политических проблемах, не давать интервью и проверять всю его корреспонденцию (входящую и исходящую) полицией. Троцкий категорически отказался от условий, и Троцкому тогда сказали, что он и его жена скоро переедут в другое место жительства. На следующий день Троцкий был допрошен полицией по поводу его политической деятельности, при этом полиция официально назвала Троцкого «свидетелем» фашистского рейда 5 августа 1936 года, хотя его не было дома.
Правая норвежская печать в свою очередь утверждала, что Троцкий действует по тайному сговору со Сталиным для подготовки революций в Испании, Франции, Бельгии, и в Норвегии, при этом защищая аргументы СССР в суде против зиновьевцев.

2 сентября 1936 г. министр юстиции Норвегии Трюгве Ли приказал перевести Троцкого и его жену на ферму в Хуруме, где они находились под домашним арестом. Обращение с Троцким и его женой в Хуруме было суровым, так как они были вынуждены оставаться в помещении в течение 22 часов в день под постоянной охраной тринадцати полицейских, и только один час разрешался дважды в день для прогулки по ферме. Троцкому запретили отправлять какие-либо письма и возражать против своих критиков в Норвегии и за ее пределами. Визиты были разрешены только адвокатам Троцкого и лидеру норвежской лейбористской партии Олаву Шефло. С октября 1936 г. Троцкому и его жене были запрещены даже прогулки на свежем воздухе. В конце концов Троцкому удалось переправить одно письмо от 18 декабря 1936 г. под названием «Московская исповедь». 19 декабря 1936 года Троцкий и его жена были депортированы из Норвегии после того, как их посадили на норвежский нефтяной танкер «Рут» под охраной Йонаса Ли. Позже, живя в Мексике, Троцкий крайне язвительно отзывался о том, как с ним обращались во время его 108 дней в Хуруме, и обвинил норвежское правительство в попытке помешать ему публично выразить свое решительное несогласие с Московскими процессами и другими показательными процессами, заявив:
Оглядываясь сегодня на этот период интернирования, я должен сказать, что никогда и нигде в течение всей моей жизни — а я пережил многое — меня не преследовали с таким жалким цинизмом, как со стороны норвежского "Социалистического правительства". В течение четырех месяцев эти министры, полные демократического лицемерия, хватали меня мертвой хваткой, чтобы помешать мне протестовать против величайшего преступления, которое когда-либо знала история.
В Норвегии Троцкий завершил свою работу «Преданная революция». В условиях продолжавшегося давления советского правительства, угрожавшего прекратить импорт норвежской сельди, правительство этой страны 2 сентября 1936 года интернировало Троцкого, изолировав его от внешнего мира в маленькой деревне.

### Четвёртый интернационал
В декабре 1936 года Троцкий получил сообщение, что его согласилась принять Мексика, где был избран президентом социалист Ласаро Карденас. 9 января 1937 года Троцкий прибыл в Мехико, где остановился на вилле Диего Риверы.
Находясь в изгнании, Троцкий развернул бурную деятельность по организации своих сторонников в мировом масштабе. Уже в 1930—1933 годах он попытался организовать в Коминтерне аналог бывшей левой оппозиции в ВКП(б) — «Международную левую оппозицию», состоявшую из представителей социалистических движений 11 стран, включая Германию, Болгарию и Испанию. Параллельно этим событиям в Коминтерне образовалась «Международная коммунистическая оппозиция», аналогичная правой оппозиции в ВКП(б); в МКО входили, в частности, компартии Германии и Швеции, движение Рабоче-крестьянский блок в Испании.
С 1935 года Троцкий начал широко выступать с идеей организации альтернативного официальному III Интернационалу (Коминтерну) Четвёртого интернационала, который и был образован на учредительном конгрессе в 1938 году. К тому времени «троцкистские» социалистические партии и молодёжные организации появились в целом ряде стран Европы, Азии и Латинской Америки; своя «троцкистская» партия появилась даже на Шри-Ланке. На Учредительном конгрессе Четвёртого интернационала присутствовали представители левых движений 30 стран; его крупнейшей национальной секцией стала Социалистическая рабочая партия в США.
Фактически Троцкий стал близок к основанию конкурирующего с Москвой альтернативного центра мирового коммунистического движения. Его правой рукой в этой деятельности стал его сын Лев Седов. Тот же факт, что конкуренция между Третьим и Четвёртым интернационалами может оказаться далеко не мирной, стал окончательно ясен из майских событий 1937 года в Барселоне.

### Майские события 1937 года в Барселоне
В ходе Гражданской войны в Испании СССР предпочитал поддерживать входившую в официальный Коминтерн Компартию Испании. В то же время значительное влияние получили располагавшие собственными вооружёнными отрядами партии анархистов и ПОУМ. В Барселоне власть фактически была захвачена анархистскими федерациями НКТ (CNT) и ФАИ, контролировавшими, в частности, главный телеграф города.
Партия ПОУМ в советской историографии обычно упоминается как «троцкистская»; она образовалась в результате слияния движений Рабоче-крестьянский блок и Коммунистическая левая Испании, аналогичных соответственно бывшим правой и левой оппозициям в ВКП(б). Лидер Коммунистической левой и затем лидер ПОУМ Андреу Нин действительно в начале 1930-х годов был близок к Троцкому, однако не поддержал идею организации Четвёртого интернационала и, вопреки мнению Троцкого, предпочёл объединение с «правыми». Сам Троцкий ПОУМ «троцкистской» партией не считал.
К маю 1937 года накопились значительные противоречия между барселонскими анархистами и ответвлением «сталинистской» Компартии Испании, Объединённой социалистической партией Каталонии. Конфликт произошёл после того как захваченный анархистами городской телеграф заблокировал телеграмму Женералитата (мэрии) Барселоны, предназначенный республиканскому правительству в Мадриде. В период 3—8 мая 1937 года в городе шли уличные бои между анархистами при поддержке поумовцев, с одной стороны, и вызванными из Мадрида 10-тысячными отрядами республиканской «штурмовой гвардии» (Guardia de Asalto), с другой. Ввиду численного превосходства своих противников, анархисты и ПОУМ сдались к 8 мая. Лидер «сталинистской» Компартии Испании Долорес Ибаррури охарактеризовала события как «анархо-троцкистский путч»; на ПОУМ была начата охота, лидер партии Андреу Нин 20 июня 1937 года был похищен агентами НКВД и убит.
В целом Гражданская война в Испании закончилась поражением республиканцев; Сталин и Троцкий заочно обвинили в этом друг друга.

## Троцкий в Мексике
В 1937 году Мексика ещё не имела дипломатических отношений с СССР, что затрудняло оказание на неё давления. Кроме того, географическая близость к США, где располагалась крупнейшая национальная секция Четвёртого интернационала, облегчала Троцкому получение от своих единомышленников пожертвований и добровольцев для охраны. В частности, все секретари и телохранители Троцкого в Мексике были американцами.
Однако все его попытки получить визу США оказались бесплодными. Сторонники Троцкого Столлберг и Лафаллет пытались добиться визы по состоянию здоровья («необъяснимых приступов лихорадки»), было отклонено и прошение о выдаче визы для чтения лекций в Университете штата Северная Каролина.
В 1939 году также было отклонено прошение о получении визы под предлогом исторических исследований. Первое же подобное прошение было подано Троцким ещё в 1933 году и сопровождалось обязательством «не вмешиваться, будь то прямым или косвенным образом, во внутреннюю жизнь Соединённых Штатов».
Основным источником существования Троцкого к моменту переезда в Мексику стали гонорары от публикаций и пожертвования от своих единомышленников в США. Однако в целом его материальное положение к концу 1930-х годов сильно ухудшилось. В 1936 году Троцкий был вынужден продать часть своего архива парижскому филиалу Амстердамского института современной истории, в 1940 году основная часть архива была продана в Гарвард. Другим мотивом для этих действий стало стремление сохранить архив от агентов НКВД.
Помимо этого в Мексике Троцкий занялся также разведением кроликов и кур и, по свидетельству его жены Натальи Седовой, обнаружил большой вкус к этому занятию. Отец Троцкого, Давид Бронштейн, был крупным земледельцем, и сам Троцкий привык к деревенской жизни ещё в детстве.
После переезда в Мексику Троцкий официально старался не вмешиваться в политическую жизнь этой страны, чтобы не давать поводов для новой высылки. Однако историк Юрий Фельштинский отмечает, что Троцкий всё же публиковал некоторые статьи под псевдонимами, и к концу своей жизни начал превращаться в «регионального политика»; в конце 1930-х годов небольшие «троцкистские» организации также начали появляться в нескольких странах Латинской Америки.
В качестве ответа на обвинения в свой адрес, прозвучавшие на московских процессах, Троцкий принял в 1937 году участие в работе комиссии Дьюи. Комиссия провела, в качестве первого этапа своей работы, слушания в доме Троцкого в Койоакане. Итогом стал 600-страничный отчёт, содержавший стенограммы 13 заседаний.
Обработав имевшиеся у неё материалы, и опросив несколько сотен свидетелей, комиссия 21 сентября 1937 года обнародовала 422-страничный вердикт, гласивший: «не виновны». Вердикт утверждал, что Троцкий никогда не давал никому из подсудимых на московских процессах никаких террористических инструкций и никогда не встречался с ними в 1930-е годы. Действительно, материалы московских процессов содержали ряд грубых ошибок: так, подсудимый Гольцман «признался», что он якобы получил в 1932 году от сына Троцкого Льва Седова террористические инструкции в отеле «Бристоль» в Копенгагене, тогда как на самом деле эта гостиница была закрыта после пожара в 1917 году (en:Hotel Bristol (Copenhagen)), а секретарь чекиста Молчанов Г. А. перепутал её с гостиницей «Бристоль» в Осло.
Сам Троцкий посвятил этому казусу скептическую заметку «Отель Бристоль»:

Газета датской правительственной партии «Социал-Демократен» сейчас же после суда над Зиновьевым и Каменевым, 1 сентября 1936 г., установила, что отель Бристоль, в котором произошла будто бы встреча Гольцмана с Седовым, был разрушен в 1917 году. Это немаловажное разоблачение встречено было московской юстицией сосредоточенным молчанием… Народный Комиссариат Юстиции реагировал на разоблачение только тем, что из английского отчёта, вышедшего позже других, изгнал название Бристоль. Эпизод получил, разумеется, широкую популярность. Сталинцы молчали пять месяцев. Только в феврале этого года пресса Коминтерна сделала спасительное открытие: в Копенгагене нет, правда, отеля Бристоль, но зато есть кондитерская Бристоль, которая одной стеной примыкает к отелю. Правда, отель этот называется «Гранд Отель Копенгаген», но это всё же отель. Кондитерская, правда, не отель, но зато она называется Бристоль. По словам Гольцмана, свидание произошло в вестибюле отеля. Кондитерская не имеет, правда, вестибюля. Но зато у отеля, который не называется Бристоль, имеется вестибюль. К этому надо прибавить, что, как явствует даже из чертежей, напечатанных в прессе Коминтерна, входы в кондитерскую и в отель ведут с разных улиц. Где же все-таки происходило свидание? В вестибюле, без Бристоля, или в Бристоле, без вестибюля?

Однако в 2010 году шведский исследователь Свен-Эрик Хольмстрём заявил, что коммунистическая пресса была правдива. По его мнению, Гольцман говорил правду об отеле «Бристоль», а Троцкий и его свидетель Эстер Филд лгали.
Вместе с тем исследователь Емельянов Ю. В. считает, что попытка Троцкого превратить койоаканские заседания комиссии в трибуну оказались бесплодными; большинство членов комиссии было далеко от левых взглядов, кроме того, знание Троцким английского языка оказалось недостаточным для ораторских выступлений. Показания некоторых свидетелей были неудобными для Троцкого: так, профессор Карлетон Билс сообщал, что Троцкий в 1919 году направлял в Мексику М. М. Бородина (Грузенберга) для организации в этой стране компартии и затем революции.
Находясь в Мексике, Троцкий выпустил в свет свою работу «Преданная революция. Что такое Советский союз, и куда он идёт», активно занимался фундаментальным трудом «Сталин». В августе 1940 года, незадолго до своей смерти, Троцкий опубликовал скандальную статью «Сверх-Борджиа в Кремле», обвинявшую Сталина в отравлении Ленина.

## Подготовка операции
То, что заочная борьба Сталина и Троцкого завершится убийством, стало ясно по крайней мере с Первого московского процесса 1936 года. Массовая чистка Иностранного отдела НКВД в 1937 году породила ряд невозвращенцев, некоторые из которых смогли информировать Троцкого о том, что его ждёт. В 1937 году Троцкий получил подобные сведения от невозвращенца Игнатия Рейсса (Порецкого). В том же году стал невозвращенцем Вальтер Кривицкий (Гершевич).
В июле 1938 года, опасаясь ареста, бежал организатор ликвидации Андреу Нина Александр Орлов (Фельдбин, Берг, Никольский), предупредивший Троцкого анонимным письмом, что против него готовится спецоперация. Уже подготовленный приказ о выслеживании и ликвидации Орлова был отменён Берией после получения от беглеца письма, в котором он предостерегал, что в случае смерти будут раскрыты все известные ему разведывательные сети СССР за рубежом.
Из-за бегства Орлова НКВД пришлось отозвать из Мексики своего агента Африку де лас Эрас (оперативная кличка «Патрия»), внедрённую в секретариат Троцкого ещё в Норвегии. Она была хорошо знакома Орлову, и он мог бы её выдать.
Согласно мемуарам Судоплатова, задание по устранению Троцкого сначала получил С. М. Шпигельглас в 1937 году, однако не смог осуществить его. Сам же Судоплатов получил это задание в сентябре 1938 года от Сталина и Берии.

…по мнению Берии, левое движение находилось в состоянии серьёзного разброда из-за попыток троцкистов подчинить его себе. Тем самым Троцкий и его сторонники бросали серьёзный вызов Советскому Союзу. Они стремились лишить СССР позиции лидера мирового коммунистического движения…
Возникла пауза. Разговор продолжил Сталин.
 — В троцкистском движении нет важных политических фигур, кроме самого Троцкого. Если с Троцким будет покончено, угроза Коминтерну будет устранена… Троцкий, или как вы его именуете в ваших делах, «Старик», должен быть устранён в течение года, прежде чем разразится неминуемая война. Без устранения Троцкого, как показывает испанский опыт, мы не можем быть уверены, в случае нападения империалистов на Советский Союз, в поддержке наших союзников по международному коммунистическому движению. Им будет очень трудно выполнить свой интернациональный долг по дестабилизации тылов противника, развернуть партизанскую войну.

В 1937—1938 годах погиб ряд лиц из ближайшего окружения Троцкого, в частности, его секретари Эрвин Вольф и Рудольф Клемент. В целях психологической войны ликвидировавшие Клемента агенты НКВД (среди которых находился Александр Семёнов, также пользующийся фамилиями Таубман и Айдулис) подбросили ему письмо с самооговором: в записке Клемент «признавался», что «узнал» о том, что Троцкий якобы является агентом Гитлера, и сам покончил с собой, не выдержав мук совести.
16 февраля 1938 года при не до конца ясных обстоятельствах умер сын Троцкого и его правая рука в оппозиционной деятельности, Лев Седов. В некрологе, посвящённом своему сыну, Троцкий возложил всю ответственность за его смерть на НКВД.
По предложению Судоплатова, непосредственным организатором операции по уничтожению Троцкого был назначен Н. И. Эйтингон («товарищ Пабло», «товарищ Котов», «генерал Леонов»). Эйтингон сформировал в рамках операции «Утка» две параллельные и ничего не знавшие друг о друге террористические группы из просталински настроенных испанских коммунистов: группа «Мать» (группа Меркадера) и группа «Конь» (группа Сикейроса). Согласно мемуарам Судоплатова, агентом НКВД Григулевичем была также сформирована третья, резервная, сеть; вместе с тем, Григулевич («товарищ Филипп») знал о существовании группы Сикейроса и сотрудничал с ней.

## Покушение Сикейроса
Для организации первого покушения Эйтингон и Судоплатов привлекли советского агента Григулевича И. Р. (Юозаса Григулявичуса), непосредственным же руководителем группы стал известный мексиканский художник Сикейрос. Все члены группы были подобраны самим Сикейросом, и ни один из них сотрудником НКВД не являлся.
Покушение было произведено в ночь на 24 мая 1940 года в форме налёта. Около четырёх утра 20 человек в форме мексиканской полиции и армии при поддержке завербованного НКВД охранника Роберта Шелдона Харта ворвались во внутренний двор дома Троцкого. В течение 10-15 минут они расстреливали спальню Троцкого, также оставив у её дверей бомбу, которая, однако, не сработала из-за технической неисправности.
Покушение провалилось: Троцкий и его жена Наталья Седова бросились на пол и оставались там всё время обстрела. Единственным пострадавшим оказался спавший в соседней комнате 14-летний внук Троцкого Всеволод Волков: пуля прошла через кожу на его ноге. По мнению Судоплатова, причиной провала стала плохая подготовка: члены группы «Конь» имели боевой опыт в Испании, однако никто из них не имел опыта спецопераций, «обыска и проверок помещений и домов». Открывший нападавшим ворота Шелдон Харт был похищен ими и, с целью конспирации, убит.
Согласно заявлению Эйтингона, Шелдон Харт пытался помешать осуществлению операции, приведя налётчиков в помещение, «где не было ни архива, ни Троцкого». Сам же Троцкий считал Харта жертвой нападавших и даже распорядился прикрепить к дому мемориальную табличку с надписью «В память Роберта Шелдона Харта, 1915—1940, убитого Сталиным».
После провала группы «Конь» охрана дома Троцкого была существенно усилена. Стены были укреплены мешками с песком и дополнительной кирпичной кладкой, на окнах установлены стальные ставни, возле дома начали дежурить пять полицейских патрулей.
Согласно мемуарам Судоплатова, после провала покушения Берия пришёл в ярость. От Эйтингона было получено донесение, в котором он выражал готовность понести соответствующее наказание. Однако Сталин оставил это без последствий и приказал задействовать вторую террористическую группу.

## Расследование покушения Сикейроса
Основной версией просталински настроенных мексиканских коммунистов стала версия «театрального» самопокушения. Она вызывала крайнее раздражение самого Троцкого. После ареста полицией нескольких его секретарей 30 июня Троцкий обратился с письмом к президенту Мексики. Вскоре после этого полиция отказалась от версии «самопокушения».
В течение июня 1940 года мексиканскому следователю Салазару удалось напасть на след человека, незадолго до покушения пытавшегося купить несколько комплектов мексиканской полицейской формы. Им оказался местный коммунист Луис Мартинес. В течение июня 1940 года полиция арестовала всех 20 участников налёта и выяснила, что ими руководил Сикейрос. 25 июня 9 человек из группы Сикейроса были приговорены к разным срокам тюремного заключения. Сам Сикейрос признался в содеянном, однако заявил, что его целью якобы было не убийство, а оказание психологического давления с целью вынудить ссыльного покинуть Мексику.
В то же время взбешённый Троцкий обвинил мексиканские газеты «Эль Популяр», «Футуро» и «Ля Вое де Мехико» в том, что они получают финансирование из СССР, в ответ на что два первых издания подали против него иск о клевете. Через некоторое время аналогичный иск подало и «Ля Вое де Мехико». На момент гибели Троцкого процессы по этим искам так и не завершились.
Помимо Салазара, параллельное расследование проводили власти США, так как в ходе инцидента погиб гражданин этой страны Шелдон Харт.

## Внедрение Меркадера в окружение Троцкого
В 1930-х годах Наум Эйтингон участвовал в Гражданской войне в Испании, где действовал под псевдонимом Котов. В этой стране он сблизился с просталински настроенной испанской коммунисткой Марией Каридад Меркадер. Вскоре он завербовал её и её сына Рамона, в чине лейтенанта воевавшего на Арагонском фронте.
Внедрение Рамона Меркадера в окружение Троцкого началось в 1938 году в Париже, где он появился под именем бельгийского подданного Жака Морнара. Согласно легенде, Морнар был богатым наследником, поддерживавшим левое движение из эксцентричных соображений. Отец Морнара якобы был консулом Бельгии в Тегеране, сам же Жак Морнар занимался экспортно-импортными операциями. Сам Рамон Меркадер (оперативная кличка «Раймонд») прекрасно подходил для этой легенды, так как хорошо говорил по-французски.
В Париже Меркадеру удалось сблизиться с постоянно проживавшей в Нью-Йорке Сильвией Агелофф, сестрой Рут Агелофф, одной из сотрудниц секретариата Троцкого. Первая их встреча произошла 1 июля 1938 года. Через некоторое время речь уже зашла о браке. В 1939 году Меркадер, вслед за Сильвией, также появился в Нью-Йорке, с фальшивым канадским паспортом на имя Фрэнка Джексона. Своё перемещение он объяснил желанием избежать военной службы. В октябре 1939 года Меркадер появился в Мексике, однако долгое время, чтобы не вызывать подозрений, не делал попыток проникнуть в дом Троцкого.
С января 1940 года в Мексике появилась также Сильвия Агелофф, которая начала работать в секретариате Троцкого. С марта 1940 года под предлогом встреч с ней Меркадер-Морнар-Джексон также начал появляться в Койоакане. Также ему удалось войти в доверие к входившим в окружение Троцкого супругам Росмер.
Согласно мемуарам жены Троцкого Натальи Седовой, в последние дни перед покушением Меркадер-Морнар-Джексон начал вызывать подозрения Троцкого из-за ряда мелких несоответствий в своём поведении. Седова утверждает, что Троцкий даже заявил: «Было бы лучше прекратить посещение нашего дома мужем Сильвии» и даже «Мы должны провести небольшое расследование о нём».
Исследователь Роговин В. в связи с этим отмечает, что Троцкий в любом случае не мог бы проверить свои подозрения, так как в его окружении не было ни одного испанца. Буквально через несколько дней после смерти Троцкого в Мехико прибыл поумовец Бартоломе Коста-Амик, знавший Меркадера лично; если он приехал бы на несколько дней раньше, то возможно смог бы его разоблачить.

## Покушение Меркадера
Рамон Меркадер появился в доме Троцкого 20 августа в 17:30. Он сообщил, что написал статью о троцкистском движении, и попросил Троцкого её прочитать. Несмотря на солнечный день, Меркадер был одет в плащ, в который были зашиты альпеншток и кинжал. Троцкий пригласил Меркадера в свой кабинет.
Выбрав момент, когда Троцкий углубился в изучение статьи, Меркадер нанёс ему удар ледорубом; лезвие вошло на семь сантиметров в затылок. Несмотря на это, Троцкий не умер сразу, а, издав страшный крик, повернулся и схватился за ледоруб. Как впоследствии утверждал сам Меркадер, от этого крика он растерялся и даже не смог добить свою жертву заранее приготовленным для этого ножом.
В кабинет ворвались охранники О. Шюслер и Ч. Каронель, которые принялись избивать Меркадера. Помня свою легенду, Меркадер начал выкрикивать не на своём родном испанском, а на французском языке: «Они заставили меня сделать это… Они держат в тюрьме мою мать. Они собираются убить её… Пожалуйста, убейте меня! Я хочу умереть!».
Согласно мемуарам Судоплатова, во время покушения у дома Троцкого находился в готовности автомобиль с Каридад Меркадер и Эйтингоном. Однако операция прошла не так гладко, как планировалось, и Каридад Меркадер осталось лишь смотреть, как полицейские уводят её сына. В тот же день вечером она и Эйтингон спешно покинули Мексику, улетев на Кубу.
Всё это время, несмотря на свою рану, Троцкий всё ещё оставался в сознании, и приказал охранникам не убивать Меркадера-Морнара-Джексона, а выяснить, кто его послал. Через некоторое время прибыли полиция и доктор. Раненого увезли в больницу, и только там он потерял сознание.

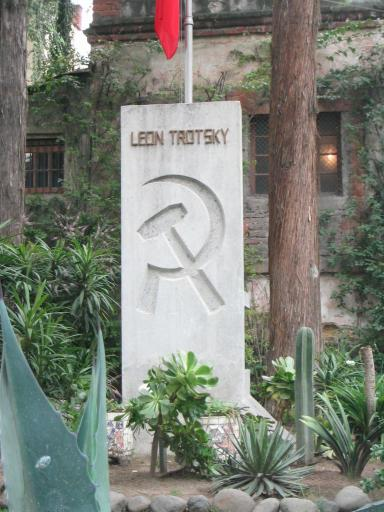
Могила Троцкого

21 августа 1940 года в 7:25 Троцкий умер.
После кремации был похоронен во дворе дома в Койоакане.

## Расследование покушения Меркадера
Неотъемлемой частью спецоперации по устранению Троцкого являлась пропагандистская составляющая; во время подготовки покушения было написано «письмо Жака Морнара», в котором Рамон Меркадер, всё ещё называясь именем Морнар, объяснял свои мотивы. Письмо было подписано «Жак» и датировано 20 августа 1940 года; экспертиза, проведённая мексиканской полицией, установила, что в действительности оно было написано задолго до этой даты.
По утверждению Меркадера, Троцкий якобы вступил в сговор с представителями капиталистических стран и даже предложил ему отправиться в СССР для совершения серии покушений против ряда партийных лидеров, в первую очередь — против Сталина. Согласно легенде, фальшивый канадский паспорт на имя Фрэнка Джексона также был выдан неким неизвестным троцкистом из IV интернационала. В дополнение Меркадер-Морнар-Джексон также утверждал, что Троцкий требовал от него даже «оставить жену» и планировал покушения на кандидатов в президенты Мексики В. Ломбардо Толедано и М. Авила Камачо. Арест Меркадера привёл в шок его невесту Сильвию, ничего не знавшую о его деятельности. На одной из очных ставок у неё началась истерика.
Вскоре арестованный был приговорён к 20 годам заключения — на тот момент высшей мере наказания в Мексике.
На допросах в полиции Рамон Меркадер продолжал заявлять, что является бельгийским поданным Жаком Морнаром, однако эта легенда вскоре была опровергнута бельгийским консулом, сообщившим, что арестованный подданным Бельгии не является, а его родители вымышлены.
Однако, несмотря на все усилия, мексиканская полиция смогла установить личность Меркадера только в 1946 году, когда на Запад перебежал один из испанских коммунистов, знавший Меркадера лично. После доставки в Мексику досье испанской полиции личность Меркадера была установлена окончательно. По версии Судоплатова, истинное имя убийцы Троцкого было разглашено его[уточнить] матерью, которая в 1941—1943 годах находилась в эвакуации в Ташкенте и неосторожно сообщила эти сведения своей знакомой в частной беседе. Согласно версии Диего Риверы, легенда была раскрыта мексиканским доктором Киросом Куароном, который по личной инициативе отправился в Испанию и смог там найти досье на осуждённого убийцу Троцкого, где тот фигурировал под своим настоящим именем — Рамон Меркадер дель Рио; в Испании Меркадер арестовывался франкистской полицией как коммунист. В испанском досье имелись, кроме фотографии, также отпечатки пальцев, окончательно развеявшие все сомнения.

Полиция Мексики долгое время подозревала невесту Рамона Меркадера гражданку США Сильвию Ангелофф как сообщника, но после вмешательства правительства США была вынуждена отпустить её. Вернувшись в Нью-Йорк в декабре 1940 года, Сильвия Ангелофф выпустила пресс-релиз посредством агентства недвижимости своего отца. В нём говорилось: 
«Я хочу воспользоваться этой возможностью, чтобы правильно осветить некоторые искаженные сообщения, напечатанные в газетах. Я никогда не представляла Джексона Льву Троцкому. Этот факт ясно установлен собранными доказательствами и может быть подтверждён любым, кто пожелает взять на себя труд сделать это. 
Более того, доказательства и свидетельские показания убедительно установили, как сам судья заявил в своём приговоре, что я стала жертвой цепи обстоятельств, о которых я совершенно ничего не знала и над которыми не имела никакого контроля.
Я была поклонницей и личным другом господина и госпожи Троцких. У меня нет никакой политической принадлежности.

Моё самое сильное желание сейчас — попытаться забыть о случившемся. Я хочу попытаться вернуться к жизни обычного гражданина. Мне очень жаль, но в настоящее время я слишком больна, чтобы давать какие-либо личные интервью»
Ледоруб, которым предположительно убили Троцкого, ныне хранится в Международном музее шпионажа в Вашингтоне.

## В культуре

### Кинематограф
В 1972 году режиссёр Джозеф Лоузи снял фильм «Убийство Троцкого» о последних месяцах жизни политика с Аленом Делоном и Роми Шнайдер в главных ролях.
Убийство Троцкого отражено также в фильмах «Троцкий» (1993), «Фрида» (2002), испано-мексиканском фильме «Избранный» (2016), а также в сериалах «Поединки» (2010) и «Троцкий» (2017), который приурочен к столетию революции.